# Obiekty początkowy i końcowy
Obiekt początkowy (końcowy) – dla ustalonej kategorii {\displaystyle {\mathfrak {K}}} obiekt {\displaystyle E} o tej własności, że dla każdego obiektu {\displaystyle A} tej kategorii istnieje dokładnie jeden morfizm {\displaystyle h\colon E\to A} (odpowiednio {\displaystyle h\colon A\to E}). Obiekty początkowy i końcowy danej kategorii, o ile tylko istnieją, są wyznaczone jednoznacznie z dokładnością do (jedynego) izomorfizmu. Obiekt, który jest jednocześnie początkowy i końcowy, nazywany jest obiektem zerowym kategorii {\displaystyle {\mathfrak {K}}.}

## Przykłady
- Zbiór pusty jest obiektem początkowym w kategorii wszystkich zbiorów. Każdy zbiór jednoelementowy jest obiektem końcowym tej kategorii.
- W kategorii wszystkich grup obiektem początkowym, a zarazem końcowym (a więc zerowym), jest grupa jednoelementowa.
- W kategorii punktowanych przestrzeni topologicznych (tj. przestrzeni z wyróżnionym punktem, w której od morfizmów wymagamy, by przeprowadzały wyróżnione punkty na wyróżnione punkty), obiektem zerowym jest przestrzeń jednopunktowa.
- W kategorii wszystkich pierścieni z jedynką obiektem początkowym jest pierścień liczb całkowitych, obiektem końcowym natomiast pierścień zerowy.
- Każdy zbiór częściowo uporządkowany {\displaystyle (P,\preceq )} może być rozpatrywany jako kategoria, której obiektami są elementy zbioru {\displaystyle P.} Powiemy, że istnieje morfizm między elementami {\displaystyle x,y\in P} wtedy i tylko wtedy, gdy {\displaystyle x\preceq y.} Kategoria ta ma obiekt początkowy (końcowy) wtedy i tylko wtedy, gdy w zbiorze {\displaystyle P} istnieje element najmniejszy (odpowiednio największy).